# Буляк (Ілішевський район)
Буля́к (рос. Буляк, башк. Бүләк) — село у складі Ілішевського району Башкортостану, Росія. Входить до складу Ігметовської сільської ради.
Населення — 20 осіб (2010; 23 у 2002).
Національний склад:
- башкири — 96 %